# Kursächsisches Kürassierregiment K 5 (1756)
Das Kursächsische Kürassierregiment K 5 wurde 1703 aus der Garde des Generalfeldmarschalls Flemming errichtet. Es kämpfte im Nordischen und den Schlesischen Kriegen. Nach der Kapitulation bei Pirna wurde es 1763 wieder aufgestellt, aber nach der Pensionierung des Grafen Ronnow, des letzten Inhabers, aufgelöst und die Mannschaften auf andere Regimenter verteilt.

## Chefs
- 1703 General Jakob Heinrich von Flemming
- 1705 Fürst Alexander Menzikof
- 1728 Prinz Friedrich Christian von Polen und Sachsen
- 1733 Umbenannt in Kurprinz
- 1734 Königlicher Prinz
- 1764 Generalleutnant Graf Johann Wilhelm von Ronnow (* 1702), ging 1778 in Pension

## Kommandeure
- 1703 Oberst Adolf Gottlob von Penzig († 1731), wurde 1714 Generalmajor
- 1714 Oberst von Born
- 1721 Oberst Friedrich Ludwig von Grumbkow, wurde 1734 Generalmajor und Kommandant des Sonnensteins
- 1734 Oberst Graf Brühl  († 1755) als General der Kavallerie
- Unter ihm kommandierten:
  - 1742 Oberst von Reitzenstein
  - 1744 Oberst Aurich, gefallen bei Hohenfriedberg
  - 1745 Oberst von Zschertwitz
  - 1749 Oberst Graf Ronnow wurde Kommandant
- 1755 Oberst Graf Ronnow, später Chef des Regiments
- 1763 Oberst Achatz Carl von Mörner, kam 1778 als Generalmajor À la suite des Regiments Karabiniers

## Geschichte
Das Regiment wurde 1703 aus der Flemmingschen Garde errichtet und durch Abgaben anderer Regiment aufgefüllt. Im Großen Nordischen Krieg kämpfte es bis 1717 in Polen und Pommern und im gleichen Jahr wurde es durch das Leibregiment Kürassiers ergänzt. Während des Polnischen Erbfolgekriegs kämpfte es 1733 und 1734 in Polen sowie im Ersten und Zweiten Schlesischen Krieg in Böhmen und Sachsen. Im Jahr 1746 wurde er durch 3 Kompanien den Regiments L'Anonciade und 1748 nochmals durch 3 Kompanien des aufgelösten Regiments Rochow verstärkt. im Siebenjährigen Krieg ging es 1756 mit der ganzen Sächsischen Armee in preußische Gefangenschaft. Die Mannschaften wurden wie alle in preußische Dienste übernommen, aber viele desertierten darauf hin. Nach dem Frieden von Hubertusburg im Jahr 1763 wurde das ganze Regiment mit 4 Eskadrons neu aufgestellt. Hierzu kamen 1764 eine Karabinierkompanie, diese wurde 1770 an das Gardekorps abgegeben. Im Jahr 1778 wurde das ganze Regiment aufgelöst. Ein Teil kam zum Karabinierregiment, ein anderer Teils unter das Kürassierregiment Anhalt und einige Mannschaften in das Chevauxlegersregiment Graf Renard.